# Дурангесадо
Дурангесадо (исп. Duranguesado, баск. Durangaldea) — район (комарка) в Испании, входит в провинцию Бискайя в составе автономного сообщества Страна Басков.
Дурангесадо находится на юго-востоке провинции Бискайя и граничит с провинциями Гипускоа и Алава. Район охватывает территорию между горой Оиз и границей с провинцией Алава на юге. Общая площадь района составляет 240,13 квадратных километров.
Большинство городов, составляющих комарку, расположены в большой долине, образованной рекой Ибайзабал, которая пересекает её с востока на запад. Очандьяно — единственный город в районе, который не является частью долины.
Основой экономики района является промышленность, также развито животноводство. Производится добыча известняка, мрамора, железа, свинца и меди. Одна из самых развитых отраслей в районе — металлургическая промышленность, также действуют и другие отрасли, например, производчтво бумаги или инструментов.
Район соединен дорогами с тремя баскскими провинциями, Алава на юге — через дорогу BI-623, а Бильбао и Доностия — через дорогу N-634 . Кантабрикское шоссе также пересекает Дурангесадо, это шоссе можно добраться до Дуранго, Бильбао, Доностии и французской границы.
Железнодорожная линия соединяет Бильбао и другими городами провинции, а также Гипускоа. Железнодорожные станции имеются в Абадьяно, Аморебьета-Эчано, Беррисе, Дуранго и Сальдиваре.

## Муниципалитеты
Дурангесадо разделен на двенадцать муниципалитетов, которые являются теми же муниципалитетами, которые составляли предыдущую административнотерриториальную единицу — мериндад Дуранго.
1. Абадиано
2. Ашпе-Ачондо
3. Беррис
4. Дуранго (Бискайя)
5. Элоррио
6. Эрмуа
7. Гарай
8. Юррета
9. Исурса
10. Мальявиа
11. Маньярия
12. Очандиано
13. Сальдивар
14. Аморебьета-Эчано